# 陳宇慧
陳宇慧（1973年—），筆名鄭丰，著名武俠小說作家，生於台灣台北市，現居香港，也是國民黨四公子之一陳履安的女兒。她的母語是國語，亦會說粵語和英語。
雖然小說作家並非陳宇慧的正職，但她八十萬字的長篇武俠小說《多情浪子癡情俠》在「2006武俠小說大賽」摘冠，使她在兩岸三地文壇闖出的名聲，有「女版金庸」之稱，而她的目前的工作是擔任荷蘭銀行（香港）董事。「鄭丰」這個筆名取自她丈夫的姓和她原名「慧」字的起筆。

## 生平
陳宇慧籍貫浙江省青田縣，是第三任中華民國副總統陳誠之孫女，台灣前監察院院長陳履安之女，有三兄一弟。她在1991年於國立臺灣師範大學附屬高級中學677班前三名畢業，在1995年於美國麻省理工學院金融系畢業。
陳宇慧在1995年移居香港，任荷蘭銀行（香港）董事，負責可轉換債券業務。她在1997年開始寫她第一部武俠小說《觀雙俠》。她在1999年返回香港工作。2006年，《天觀雙俠》改名《多情浪子癡情俠》參加「2006武俠小說大賽」摘冠，為她帶來不少名聲。

## 著作

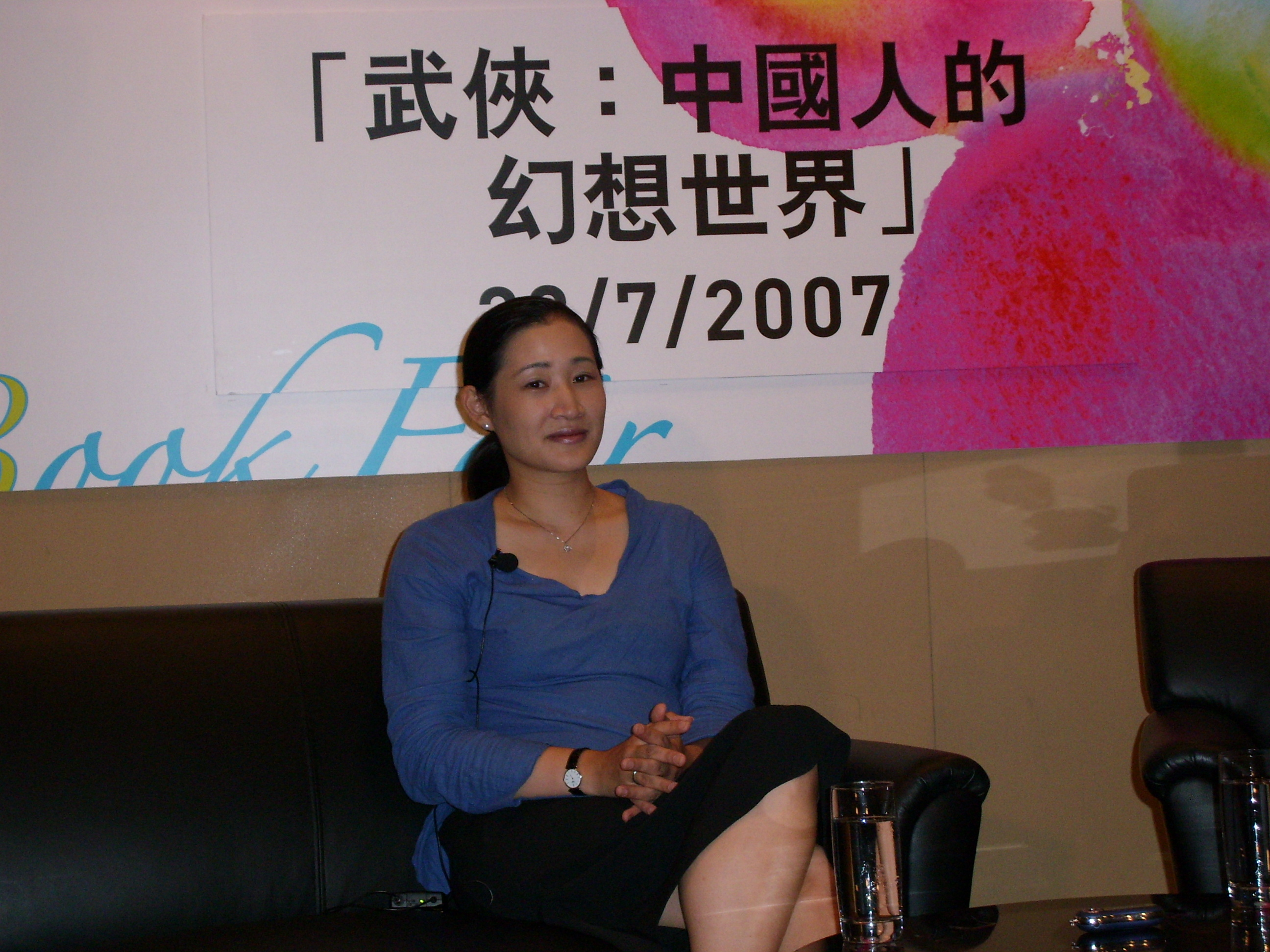
鄭丰和中華書局（香港）董事總經理暨總編輯翟德芳在香港書展2007主持講座

### 初試武俠
陳宇慧受父親陳履安影響，自少年起對武俠小說很感興趣，是小說作家金庸的書迷，她在九歲時已把金庸十五部作品讀畢。但不斷反覆翻看令她甚感無癮，希望自己也寫部武俠小說以延續武俠之夢。武俠、科幻都是她喜歡的書種，在中學時她已喜歡寫作。
在1998年，陳宇慧婚後隨丈夫到英國倫敦度蜜月一年。她沒有工作，在倫敦的小公寓閑著無事，萌生創作武俠小說之念，開始用手提電腦寫武俠小說《觀雙俠》，大部分情節都在這年構思。她在1999年返回香港工作，日期排得密密麻麻的投資工作令她忙得不可開交，只能忙裡偷閑斷斷續續地寫稿。在2000年初為人母，幾次產假時繼續創作。在2002年時曾寄稿到多間出版社，但得知長篇武俠小說的出版機會不大，於是打消了念頭。2005年重新修改舊稿，完成作品。

### 參賽得獎
《天觀雙俠》創作時間逾八年，至2005年完成作品，陳宇慧打算投稿到原創文學網站予網民觀看。剛巧，紅袖添香網站和中華書局聯辦「2006武俠小說大賽」，在她朋友的推介下，她就以鄭丰作為筆名，上傳作品到參賽網站。有網民認為網上書籍需既長又搶眼，指《天觀雙俠》這個書名不突出。她便將之改名為《癡情俠》。最終《多情浪子癡情俠》榮獲「中華武魂」最高榮譽大獎（即冠軍）、「最受歡迎作品獎」，獎金分別為人民幣五萬和五千。直至2008年4月，《多情浪子癡情俠》在紅袖添香網站的點擊人次逾436萬。不過網路連載版和實體書的內容和排版略有不同，而且現時網路版本只保存了約四成內容。
此書於台灣出版時，《多情浪子癡情俠》一名遭人詬病，於是又用回原名《天觀雙俠》，其他地區則用新名《多情浪子癡情俠》。台灣版收錄了兩篇分別由她父親陳履安和東吳大學校長劉兆玄的「推薦序」，以及一篇「作者序」。

### 繼續創作
2007年11月5日起，鄭丰連續六天在明報副刊連載短篇小說〈古宅風情〉。

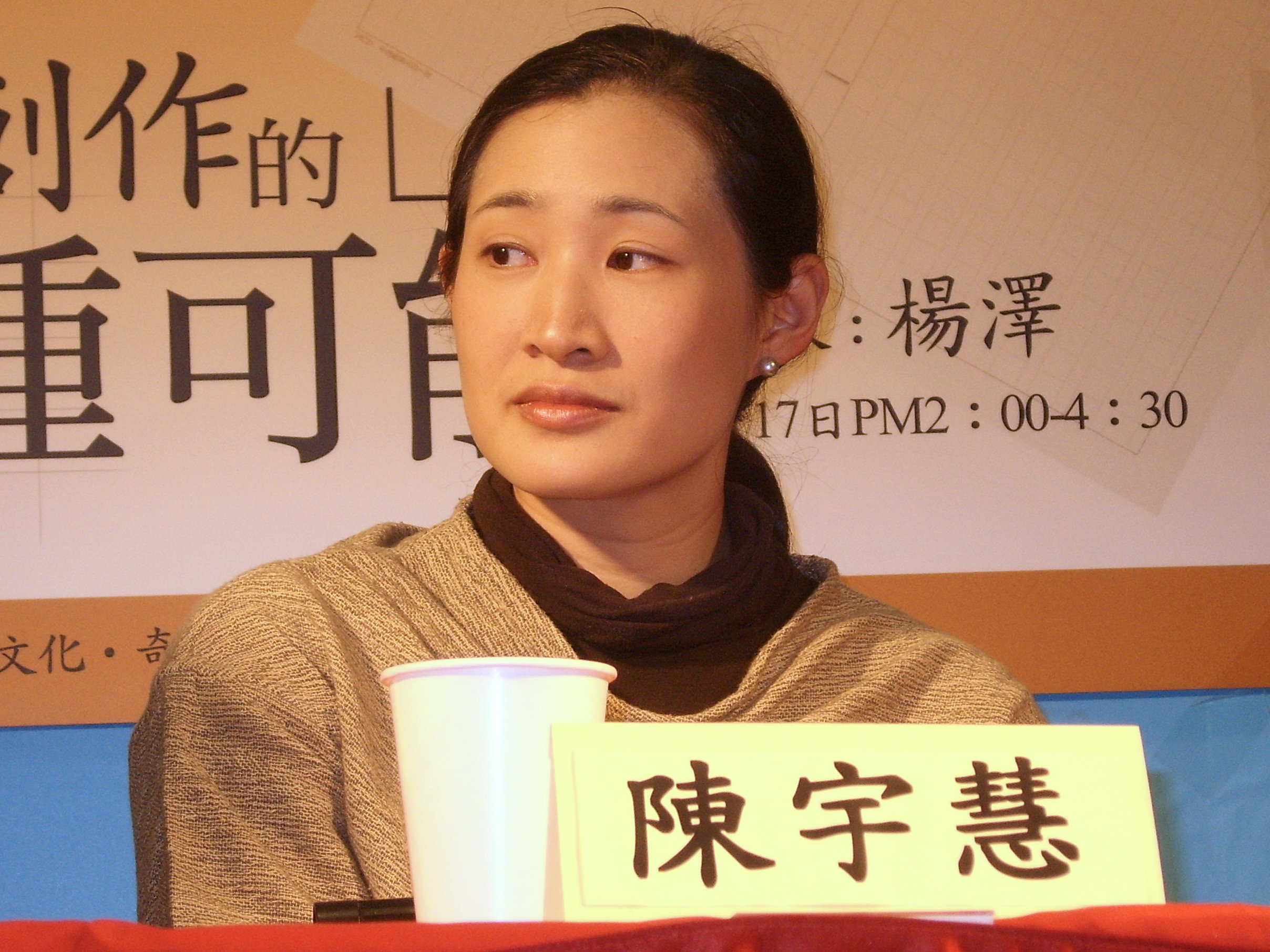
攝於第十六屆台北國際書展

2007年，鄭丰出席「香港書展2007」，主持《武俠─中國人的幻想世界》講座，並透露下一本作品將是《靈劍》。2008年出席第十六屆「台北國際書展」。2009年，她的第二部長篇武俠作品《靈劍》出版，乃《天觀雙俠》的前傳，講述在《天觀雙俠》以前的事跡。雖然此書較晚出版，但其初稿較早完成。《天觀雙俠》和《靈劍》已售出韓國、泰國等地版權，電視劇版本亦已由知名電視劇組著手籌劃拍攝中。
2011年，鄭丰創作第三部長篇武俠作品《神偷天下》出版，故事發生於《靈劍》之前。她表示在創作期間，適逢她懷了第五胎，懷孕和照顧初生嬰兒拖慢了寫書的進度。
時隔兩年，鄭丰的第四部長篇作品於2013年出版，名作《奇峰異石傳》，另選隋唐作為新的時間點。她表示，開始時曾打算寫一套「少年武俠」，給年紀比較小的兒童和青少年看的，可是在遣詞和篇幅方面都遇上困難，於是最終維持了原來風格。書中首次加入了插圖，是十二幅由插畫家李阿寬所畫的水墨風格插畫。
2015年，鄭丰的第五部長篇作品《生死谷》面世，是她第一部以單一女性為主角的作品。故事背景的設定，放在充滿藩鎮、將軍、俠客和殺手的晚唐。
2017年6月19日起，鄭丰在中國時報藝文副刊連載短篇小說〈杏花渡傳說〉，收錄在人間副刊C4頁。
同年，她的第六部長篇作品《巫王志》的首三卷出版。這是個以殷商時期為背景，融入玄幻、武俠的故事。這作品篇幅之長，首次達到五卷。2018年，《巫王志》餘下兩卷出版。同時，武俠短篇精選集《杏花渡傳說》出版，收錄〈古宅風情〉、〈杏花渡傳說〉，以及首次面世的〈劍徒〉。

### 出版情況
觀雙俠
- 大陸版（《癡情俠》），2007年5月，中國婦女出版社出版，全四卷

- 香港版（《癡情俠》），2007年7月，中原社出版，全四卷

- 台灣版，2007年7月，奇幻基地出版，全四卷

- 大陸版，2008年4月，上海文藝出版社出版，全四卷

- 台灣文庫版，2013年8月，奇幻基地出版，全八卷

- 台灣俠意縱橫書衣版，2018年9月，奇幻基地出版，全四卷

靈劍
- 香港版，2009年7月，天地圖書出版，全三卷

- 台灣版，2009年7月，奇幻基地出版，全三卷

- 大陸版，2010年8月，江蘇人民出版社出版，全三卷

- 台灣文庫版，2013年8月，奇幻基地出版，全六卷

- 台灣劍氣奔騰書衣版，2018年9月，奇幻基地出版，全三卷

神偷天下
- 台灣版，2011年7月，奇幻基地出版，全三卷

- 台灣文庫版，2011年8月，奇幻基地出版，全六卷

奇峰異石傳
- 台灣版，2013年8月，奇幻基地出版，全三卷

- 台灣文庫版，2013年8月，奇幻基地出版，全六卷

生死谷
- 台灣版，2015年8月，奇幻基地出版，全三卷

- 台灣彩紋墨韻書衣版，2015年8月，奇幻基地出版，全三卷

巫王志
- 台灣版（卷一至卷三），2017年8月，奇幻基地出版，全五卷

- 台灣版（卷四至卷五），2018年7月，奇幻基地出版，全五卷

杏花渡傳說
- 台灣版，2018年7月，奇幻基地出版

綾羅歌
- 台灣版（卷一及卷二），2022年6月，奇幻基地出版，全四卷
- 台灣版（卷三及卷四），2022年7月，奇幻基地出版，全四卷

## 外部連結
- （简体中文）《多情浪子背後的痴心俠女》
- （繁體中文）《滿天飛舞的花絮 - 陳宇慧與天觀雙俠》
- （繁體中文）《些許失望的天觀雙俠》
- （简体中文）2006新武俠大賽評選揭曉
- （简体中文）2006新武俠小說大賽頒獎典禮[永久]
- （繁體中文）圖輯：宇慧影集 （页面存档备份，存于）
- （繁體中文）《武俠─中國人的幻想世界》網上廣播
- （繁體中文）《觀雙俠‧陳宇慧（鄭丰） （页面存档备份，存于）》時報閱讀網的介紹
- （繁體中文）鄭丰的武俠夢 官方Blog（撰文者除鄭丰外，還有sherrylill和tokonoedit兩人）
- （简体中文）就愛創作！陳宇慧利用產假寫武俠小說獲大獎 - 雜文 - 紅袖添香
- （简体中文）有金庸風格　陳履安女兒陳宇慧奪武俠小說首獎
- （简体中文）香港女作家鄭丰榮獲二00六新武俠小說大賽桂冠
- （简体中文）陳履安女 陳宇慧奪武俠小說首獎